# I liga polska w hokeju na lodzie (1984/1985)
30. sezon I ligi polskiej w hokeju na lodzie rozegrany został na przełomie 1984 i 1985 roku. Był to 49 sezon rozgrywek o Mistrzostwo Polski w hokeju na lodzie. Mistrzem Polski został zespół Zagłębia Sosnowiec. Był to piąty tytuł mistrzowski w historii klubu. 

## Formuła rozgrywek
Drużyny rozegrały między sobą po 2 mecze oraz: 6 zespołów z grupy silnej jeszcze po 2 mecze, a z grupy słabszej po 4 mecze. W play-offach, w których drużyny grały między sobą do 2 zwycięstw w każdej parze.

## Grupa "Silniejsza"

### Tabela
| Lp. | Zespół             | M  | Pkt | W  | R | P  | G+  | G−  | +/−  |
| --- | ------------------ | -- | --- | -- | - | -- | --- | --- | ---- |
| 1   | Zagłębie Sosnowiec | 28 | 41  | 18 | 5 | 5  | 154 | 92  | +62  |
| 2   | Polonia Bytom      | 28 | 40  | 19 | 2 | 7  | 162 | 54  | +108 |
| 3   | Podhale Nowy Targ  | 28 | 40  | 19 | 2 | 7  | 142 | 70  | +72  |
| 4   | Naprzód Janów      | 28 | 26  | 11 | 4 | 13 | 105 | 110 | -5   |
| 5   | Cracovia           | 28 | 25  | 11 | 3 | 14 | 105 | 134 | -29  |
| 6   | GKS Tychy          | 28 | 23  | 9  | 5 | 14 | 90  | 116 | -26  |

## Grupa "Słabsza"

### Tabela
| Lp. | Zespół              | M  | Pkt | W  | R | P  | G+  | G−  | +/− |
| --- | ------------------- | -- | --- | -- | - | -- | --- | --- | --- |
| 7   | ŁKS Łódź            | 30 | 29  | 13 | 3 | 14 | 111 | 143 | -32 |
| 8   | Stoczniowiec Gdańsk | 30 | 26  | 10 | 6 | 14 | 102 | 133 | -31 |
| 9   | GKS Katowice        | 30 | 22  | 9  | 4 | 17 | 119 | 154 | -35 |
| 10  | Unia Oświęcim       | 30 | 16  | 7  | 2 | 21 | 99  | 183 | -84 |

      = Awans do ćwierćfinału

## Play-off

### Ćwierćfinały
| Zagłębie Sosnowiec | - | Stoczniowiec Gdańsk | 2-0 | 6:3, 5:3          |
| Polonia Bytom      | - | ŁKS Łódź            | 2-0 | 7:1, 2:2 (k. 2:0) |
| Podhale Nowy Targ  | - | GKS Tychy           | 2-0 | 8:1, 2:1          |
| Naprzód Janów      | - | Cracovia            | 2-0 | 6:0, 3:0          |

## Półfinały
| Zagłębie Sosnowiec | - | Naprzód Janów     | 2-0 | 9:8, 6:5      |
| Polonia Bytom      | - | Podhale Nowy Targ | 2-1 | 4:2, 3:4, 3:2 |

## Mecze o miejsca 5-8
| Cracovia  | - | Stoczniowiec Gdańsk | 2-1 | 6:5 (p.d.), 1:4, 12:5 |
| GKS Tychy | - | ŁKS Łódź            | 2-2 | 0:3, 4:6, 5:1, 9:4    |

### Mecz o 7. miejsce
| ŁKS Łódź | - | Stoczniowiec Gdańsk | 1-2 | 4:2, 4:8, 7:9 |

### Mecz o 5. miejsce
| Cracovia | - | GKS Tychy | 1-2 | 7:4, 5:8, 4:7 |

## Mecz o 3. miejsce
| Podhale Nowy Targ | - | Naprzód Janów | 2-0 | 5:2, 6:2 |

## Finał
| Zagłębie Sosnowiec | - | Polonia Bytom | 2-0 | 6:1, 5:3 |

## Baraż o utrzymanie
| GKS Katowice | - | Unia Oświęcim | 2-0 | 6:0, 9:2 |

Spadek: Unia Oświęcim

## Nagrody
| Nagroda            | Zawodnik         | Klub               |
| ------------------ | ---------------- | ------------------ |
| Złoty Kij          | Franciszek Kukla | Polonia Bytom      |
| Najlepszy strzelec | Andrzej Zabawa   | Zagłębie Sosnowiec |

## Klasyfikacja strzelców
| Lp. | Zawodnik        | Klub               | B  | A  | Pkt |
| --- | --------------- | ------------------ | -- | -- | --- |
| 1   | Andrzej Zabawa  | Zagłębie Sosnowiec | 41 | 22 | 63  |
| 2   | Jan Piecko      | Polonia Bytom      | 41 | 12 | 53  |
| 3   | Jan Stopczyk    | ŁKS Łódź           | 35 | 13 | 48  |
| 4   | Janusz Adamiec  | Naprzód Janów      | 28 | 16 | 44  |
| 5   | Wiesław Jobczyk | Zagłębie Sosnowiec | 27 | 16 | 43  |
| 6   | Ryszard Ruchla  | Podhale Nowy Targ  | 27 | 14 | 41  |